# Giften
Giften è una frazione (Ortsteil) della città di Sarstedt, nel land della Bassa Sassonia, in Germania.

## Storia
Già comune autonomo nel circondario di Hildesheim-Marienburg, fu soppresso e incorporato a Sarstedt il 1º marzo 1974.